# Ion Al-Ioani
Ion Al-Ioani (Târgu Jiu, 7 maggio 1983) è un ex giocatore di calcio a 5 romeno.

## Carriera

### Club
Formatosi nel calcio, all'età di vent'anni passa al calcio a 5, venendo tesserato dal Pandurii, principale squadra della sua città natale. Nella stagione 2003-04 debutta quindi nella Liga 1, imponendosi immediatamente come capocannoniere del campionato. La stagione seguente si trasferisce al CIP Deva, con cui giocherà per sei anni vincendo tre campionati, una Coppa di Romania e una Supercoppa. Nel febbraio del 2010 passa agli ungheresi del Győri ETO; con i danubiani vince tre campionati, altrettante supercoppe e due Coppe nazionali. Nella stagione 2011-12 vince inoltre la classifica dei marcatori della Coppa UEFA: le sue 13 reti trascinano per la prima volta il Gyori ETO fino al turno élite della competizione.

### Nazionale
Con la nazionale rumena ha disputato due edizioni del campionato europeo (2012 e 2014); la selezione balcanica si è fermata ai quarti di finale in entrambe le manifestazioni.

## Palmarès

### Club
- Campionato rumeno: 4
CIP Deva: 2005-06, 2006-07, 2008-09
City'us: 2014-15
- Coppa di Romania: 2
CIP Deva: 2006-07
City'us: 2013-14
- Supercoppa rumena: 2
CIP Deva: 2009
Autobergamo: 2016
- Campionato ungherese: 3
Győri ETO: 2010-11, 2011-12, 2012-13
- Coppa d'Ungheria: 2
Győri ETO: 2010-11, 2012-13
- Supercoppa ungherese: 3
Győri ETO: 2010, 2011, 2012

### Individuale
- Capocannoniere della Coppa UEFA: 1
2011-12 (13 gol)